# Pandora Peaks (film)
Pandora Peaks è un documentario del 2001, diretto da Russ Meyer.
È l'ultimo lavoro di Meyer, diretto dopo un'assenza dal cinema durata 22 anni (l'ultima sua regia risaliva al 1979). Il documentario uscì solo per il circuito home video.

## Trama
Il documentario è narrato da Russ Meyer e racconta la vita di quattro playmate: Pandora Peaks, Tundi, Candy Samples e Leasha. Oltre ai racconti delle ragazze, il documentario mostra Meyer al lavoro, e alcuni suoi ricordi d'infanzia. Inoltre sono presenti scene dei film precedenti (Supervixens e Beneath the Valley of the Ultra-Vixens), e anche il rifacimento di una scena presente in Eve and the Handyman, con lo stesso protagonista, Antony James Ryan.